# 2nd FAI Women’s World Hot Air Balloon Championship

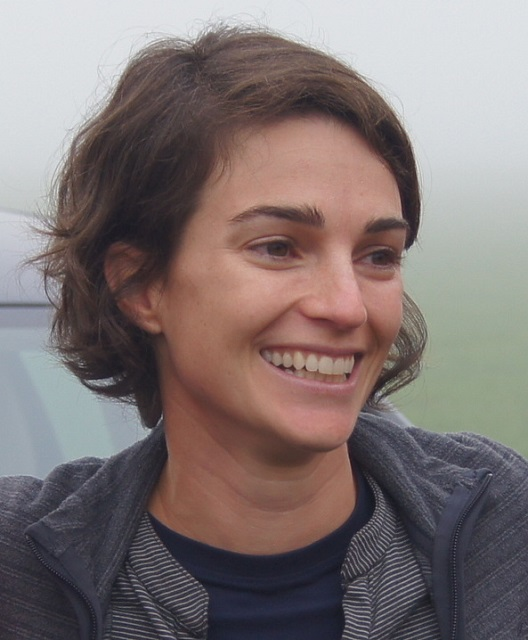
Nicola Scaife, 2014 und 2016 Weltmeisterin im Ballonfahren

Die 2nd FAI Women’s World Hot Air Balloon Championship (deutsch Zweite FAI Heißluftballon-Weltmeisterschaft der Frauen) fand 2016 in Birštonas (Litauen) statt.
Zweite Weltmeisterin der Frauen wurde Nicola Scaife aus Hunter Valley, Australien. Die Silber- und die Bronzemedaillen errangen Ann Herdewyn aus Belgien und Cheri White aus den Vereinigten Staaten. Scaife hatte 2014 in Leszno (Polen) die erste Weltmeisterschaft errungen.

## Verlauf

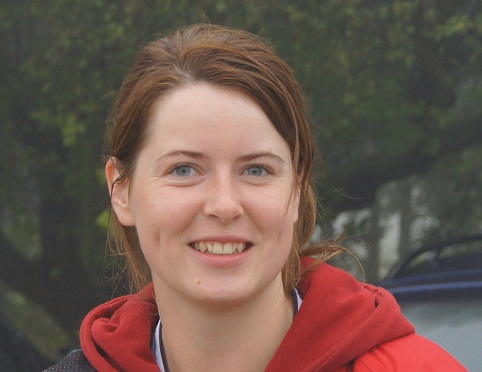
Agnė Simonavičiūtė, beste Litauerin

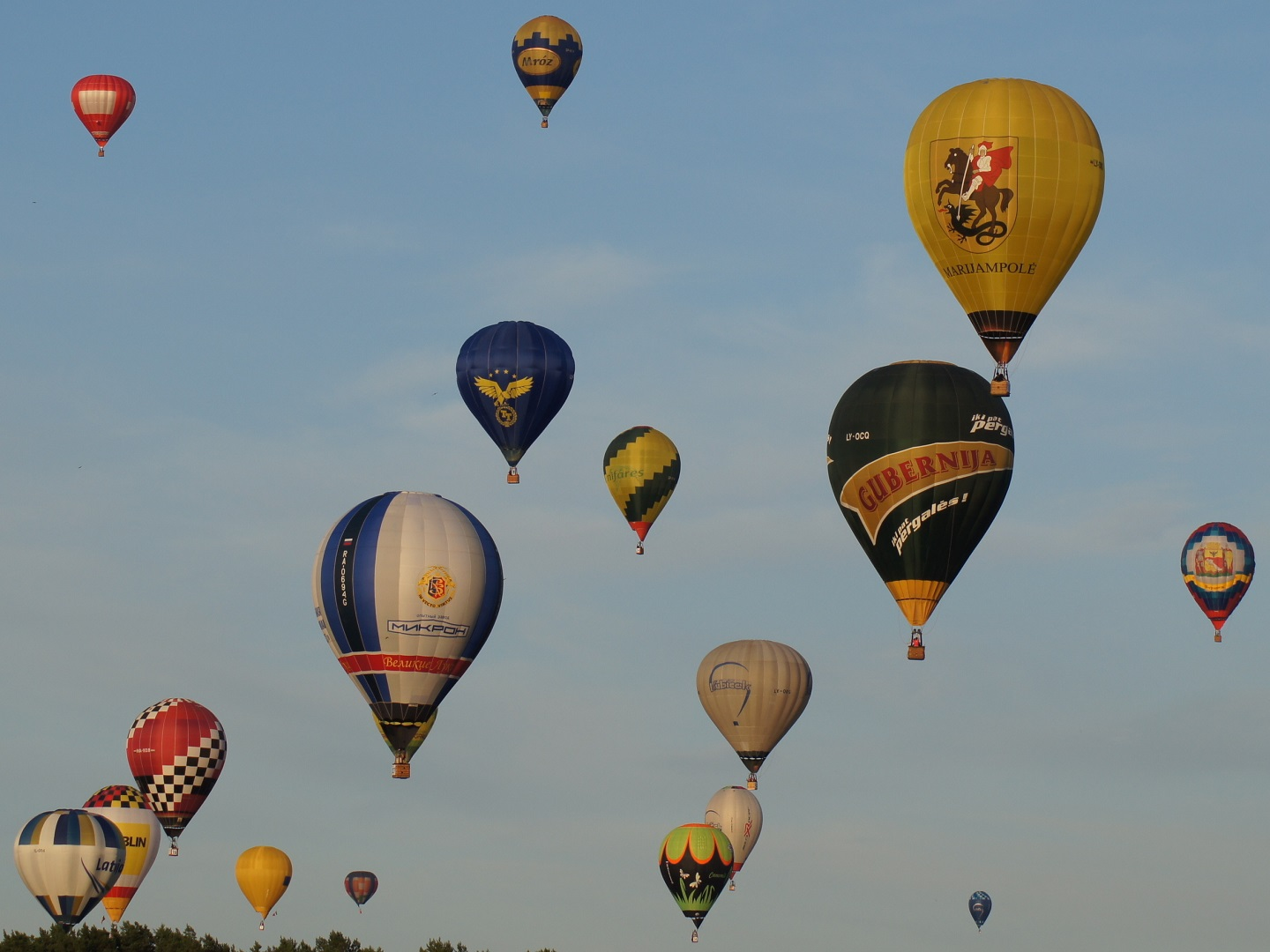
Start zur ersten Wettbewerbsfahrt

Nach der Weltmeisterschaft in Leszno (2014) und drei Europameisterschaften war es die fünfte Ballonsportveranstaltung nach Richtlinien der FAI bei der Frauen um den Titel der besten Heißluftballonpilotin der Welt bzw. Europas kämpften.
Der Wettbewerb wurde vom 5. bis 10. Juli 2016 ausgetragen. Es nahmen 41 Ballonfahrerinnen aus 19 Ländern der Welt teil. Mit der Startnummer „1“ ging die Weltmeisterin des Jahres 2014 ins Rennen. Mit der „2“ und „3“ folgten die Medaillengewinnerinnen von Leszno Elisabeth Kindermann und Agnė Simonavičiūtė. Einer der Startorte war der Flugplatz Pociūnai. Der Morgen des 5. Juli und der 10. Juli waren für das allgemeine Briefing, die Eröffnungsveranstaltung sowie die Siegerehrung im Kurort Birštonas reserviert. Aus Witterungsgründen konnten an fünf Wettbewerbstagen nur drei von neun geplanten Fahrten durchgeführt werden. Die vierte und letzte Fahrt musste am 9. Juli wegen einer aufziehenden Wetterfront abgebrochen werden. Die Ballonfiesta mit 16 Ballonen konnte dagegen noch erfolgreich durchgeführt werden.
Nach der ersten Fahrt lag die Russin Diana Nasonova vor Scaife und Beata Choma aus Polen. Bei der zweiten Fahrt ging Scaife vor Choma und Ieva Šuopytė aus dem Gastgeberland in Führung. Ewa Prawicka-Linke, die amtierende Europameisterin des Jahres 2015 konnte trotz zwei Siegen bei den Aufgaben eins und fünf nicht in die Medaillenränge hineinfahren. Bei der dritten und letzten gewerteten Fahrt baute Scaife mit einem Sieg ihre Führung aus, Herdewyn gewann die letzte Aufgabe und kam so auf den zweiten Podestplatz.
Elisabeth Kindermann aus Österreich kam auf den siebten Rang, die Schweizerinnen Nicole Vogel auf die Plätze neun und 24. Die deutschen Pilotinnen Sylvia Meinl, Astrid Carl und Elise Kloss erreichten die Ränge 19, 20 und 27. Die gastgebenden Litauerinnen Agnė Simonavičiūtė, Daiva Rakauskaitė, Ieva Šuopytė, Kristina Sūnaitienė, Miglė Vaitulevičiūtė und Rita Naujalienė kamen auf die Plätze fünf, sechs, zehn, 22, 23 und 32. – Siege bei der letzten Fahrt fuhren auch Vogel, Kloss und Rakauskaitė heraus.
| Tag     | Fahrt       | Aufgaben | Bemerkungen               |
| ------- | ----------- | -------- | ------------------------- |
| 5. Juli | 1 – abends  | 3        |                           |
| 6. Juli | 2 – morgens | 2        |                           |
| 6. Juli | 0 – abends  |          | Fahrt abgesagt            |
| 7. Juli | 0 – morgens |          | Briefing & Fahrt abgesagt |
| 7. Juli | 0 – abends  |          | Fahrt abgesagt            |
| 8. Juli | 3 – morgens | 5        |                           |
| 8. Juli | 0 – abends  |          | Fahrt abgesagt            |
| 9. Juli | 0 – morgens |          | Fahrt abgesagt            |
| 9. Juli | 4 – abends  |          | Fahrt abgebrochen         |

## Resultate

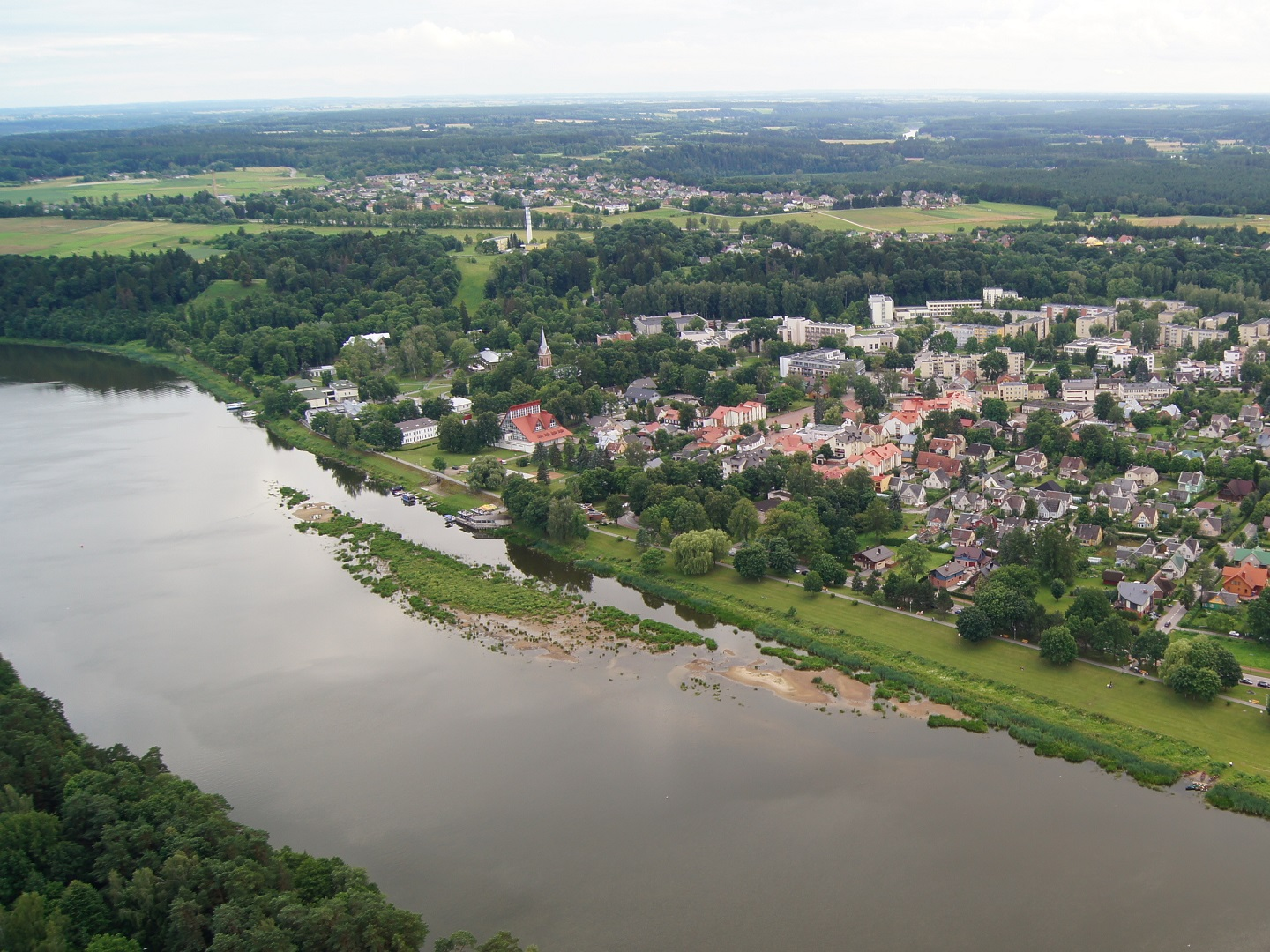
Der Austragungsort Birštonas (Ballonaufnahme)

Auf dieser Liste sind die besten zehn Pilotinnen aufgeführt.
| Rang | Pilotin              | Nation             | Punkte | Aufgabensiege |
| ---- | -------------------- | ------------------ | ------ | ------------- |
| 1    | Nicola Scaife        | Australien         | 8713   | 2             |
| 2    | Ann Herdewyn         | Belgien            | 6992   | 1             |
| 3    | Cheri White          | Vereinigte Staaten | 6680   | 1             |
| 4    | Ekaterina Larikova   | Russland           | 6441   |               |
| 5    | Agnė Simonavičiūtė   | Litauen            | 6433   |               |
| 6    | Daiva Rakauskaitė    | Litauen            | 6385   | 1             |
| 7    | Elisabeth Kindermann | Österreich         | 6319   |               |
| 8    | Diana Nasonova       | Russland           | 6314   | 1             |
| 9    | Nicole Vogel         | Schweiz            | 6290   | 1             |
| 10   | Ieva Šuopytė         | Litauen            | 6187   |               |